# Саласпілська римо-католицька церква Богородиці Цариці Святого Розарію
Саласпілська римо-католицька церква Богородиці Цариці Святого Розарію (латис. Salaspils Dievmātes Rožukroņa karalienes Romas katoļu baznīca) — католицька церква у місті Саласпілс.

## Історія
З першої половини XVII століття церква Святого Георгія переходить у власність Латвійської євангелічно-лютеранської церкви і залишається нею володіти аж до початку XX століття. У Саласпілсі не було власної католицької парафії.
У 1991 році мешканка Саласпілса Феліція Римша звернулася до Саласпілської міської думи з проханням дозволити їй раз на місяць проводити богослужіння у приміщенні думи. Саласпілська міська дума дала дозвіл, і в серпні 1991 року була заснована Саласпілська римо-католицька церква.
15 грудня 1991 року перше богослужіння відправив парафіяльний священник Яніс Вайводс, у ньому взяли участь близько 200 осіб. У червні 1995 року було оголошено конкурс на проєктування церкви, а в жовтні архієпископ Яніс Пуятс проголосив рішення про надання парафії титулу покровительства Пресвятої Діви Марії Розарію.
10 листопада 1996 року за підтримки самоврядування Саласпілса та Фонду Боніфація (Німеччина) церкву було збудовано та освячено.